# Hooker's Icones Plantarum
Hooker's Icones Plantarum, (abreujat Hooker's Icon. Pl.), va ser una sèrie de llibres il·lustrats amb descripcions botàniques que va ser fundada el 1867 i editada amb el nom de Hooker's Icones Plantarum; or Figures, with brief Descriptive Characters and Remarks of New or Rare Plants. Va ser precedida per Icon. Pl.
Per a més informació vegeu Icones Plantarum.